# Милютин, Вадим Дмитриевич
Вадим Дмитриевич Милютин (8 апреля 2002) — российский футболист, защитник клуба «Салют (Белгород)».

## Карьера
Начал заниматься футболом в пять лет в станице Нижнебаканской, Краснодарский край, первый тренер Виктор Васильевич Сёмин. Затем — в филиале ФК «Краснодар» в Крымске. С 12 лет в течение года занимался в академии ФК «Краснодар». В 2016—2019 годах — в «Академии футбола Краснодарского края», тренер Андрей Сергеевич Пахтусов. В 2017—2019 годах играл за клуб академии в 1 лиге первенства Краснодарского края. С июля 2019 года — в молодёжной команде «Сочи». Победитель первенства ЮФО/СКФО (2018).
В премьер-лиге дебютировал 19 июня 2020 года в матче против «Ростова» (10:1), выступавшего молодёжным составом — вышел на замену на 56-й минуте.
9 июля 2021 года перешёл в «Динамо-Брест» на правах аренды до конца 2021 года. Дебютировал за команду 22 июля 2021 года в рамках отборочного турнира Лиги конференций УЕФА, выйдя на замену на последних минутах матча против «Виктории» (Пльзень). В Высшей Лиге дебютировал в матче против «БАТЭ» 25 июля 2021 года, выйдя в стартовом составе, забив гол на 73 минуте, благодаря чему «Динамо-Брест» выиграло матч со счётом 2:0, а также заработать жёлтую карточку. За полугодичную аренду защитник вышел на поле 8 раз и отличился 1 забитым голом. В декабре 2021 года Вадим вернулся в расположение «Сочи», где провел несколько тренировок с основным составом клуба РПЛ. 10 января 2022 года «Динамо-Брест» объявило о продолжении сотрудничества с игроком на правах аренды на сезон 2022.
В сезоне 2022/2023 выступал на правах аренды в футбольном клубе «Тюмень» в группе 4 Второй лиги первенства страны по футболу. Милютин провёл 9 матчей в этом турнире и отметился одним голом.
В 2023 году заключил контракт с футбольным клубом «Тюмень», вышедшим в Первую лигу.
В начале 2024 года стал игроком дзержинского «Арсенала», но уже в июле контракт был расторгнут по соглашению сторон.
1 августа 2024 года стал игроком белгородского «Салюта».